# TVE HD
TVE HD est une chaîne de télévision espagnole. Elle a commencé à émettre lors des Jeux Olympiques de Pékin en 2008.

## Identité visuelle (logo)

Logo du 6 août 2008 à 31 décembre 2013

## Histoire
Le 31 décembre 2013, elle est remplacée par La 1 HD.

## Annexe
- Site officiel